# Yekaterina Voronina
Yekaterina Aleksandrovna Voronina (ros. Екатерина Александровна Воронина, Jekatierina Aleksadrowna Woronina; ur. 16 lutego 1992 w Taszkencie) – uzbecka lekkoatletka specjalizująca się w wielobojach.
Na początku kariery uprawiała rzut oszczepem – w 2009 startowała na mistrzostwach świata juniorów młodszych, podczas których zajęła 14. miejsce w eliminacjach i nie awansowała do finału.
W 2013 została wicemistrzynią Azji w siedmioboju. W 2014 była czwarta na halowych mistrzostwach Azji oraz triumfowała podczas igrzysk azjatyckich w Inczon. Mistrzyni Azji oraz dwudziesta czwarta zawodniczka mistrzostw świata w Pekinie (2015). W 2016 zdobyła złoty medal halowego czempionatu Azji.
Stawała na podium mistrzostw Uzbekistanu (także w rzucie oszczepem).
Rekordy życiowe: siedmiobój – 6346 pkt. (29 maja 2021, Taszkent) rekord Uzbekistanu; pięciobój (hala) – 4386 pkt. (10 lutego 2023, Astana).

## Osiągnięcia
| Rok  | Impreza                               | Miejsce        | Konkurencja    | Lokata            | Wynik     |
| ---- | ------------------------------------- | -------------- | -------------- | ----------------- | --------- |
| 2009 | Mistrzostwa świata juniorów młodszych | Bressanone     | rzut oszczepem | el. – 14. miejsce | 46,13     |
| 2013 | Mistrzostwa Azji                      | Pune           | siedmiobój     | 2. miejsce        | 5599 pkt. |
| 2014 | Halowe mistrzostwa Azji               | Hangzhou       | pięciobój      | 4. miejsce        | 3919 pkt. |
| 2014 | Igrzyska azjatyckie                   | Inczon         | siedmiobój     | 1. miejsce        | 5912 pkt. |
| 2015 | Mistrzostwa Azji                      | Wuhan          | siedmiobój     | 1. miejsce        | 5689 pkt. |
| 2015 | Mistrzostwa świata                    | Pekin          | siedmiobój     | 24. miejsce       | 5701 pkt. |
| 2016 | Halowe mistrzostwa Azji               | Doha           | pięciobój      | 1. miejsce        | 4224 pkt. |
| 2016 | Igrzyska olimpijskie                  | Rio de Janeiro | siedmiobój     | –                 | DNF       |
| 2018 | Igrzyska azjatyckie                   | Dżakarta       | siedmiobój     | 5. miejsce        | 5826 pkt. |
| 2019 | Mistrzostwa Azji                      | Doha           | siedmiobój     | 1. miejsce        | 6198 pkt. |
| 2019 | Mistrzostwa świata                    | Doha           | siedmiobój     | 10. miejsce       | 6099 pkt. |
| 2021 | Igrzyska olimpijskie                  | Tokio          | siedmiobój     | 12. miejsce       | 6298 pkt. |
| 2023 | Halowe mistrzostwa Azji               | Astana         | pięciobój      | 1. miejsce        | 4386 pkt. |
| 2023 | Mistrzostwa Azji                      | Bangkok        | siedmiobój     | 1. miejsce        | 6098 pkt. |
| 2023 | Mistrzostwa świata                    | Budapeszt      | siedmiobój     | 16. miejsce       | 5922 pkt. |
| 2023 | Igrzyska azjatyckie                   | Hangzhou       | siedmiobój     | 2. miejsce        | 6056 pkt. |